# لوفت‌هانزا ایرپورت اکسپرس
لوفت‌هانزا ایرپورت اکسپرس (انگلیسی: Lufthansa Airport Express) شرکت ترابری ریلی آلمانی است، که در سال ۱۹۸۲ توسط شرکت لوفت‌هانزا تأسیس شد.